# جواهیر سوکای
جواهیر سوکای (به آلبانیایی: Xhevahir Sukaj) (متولد ۵ اکتبر ۱۹۸۷ در اشکودر)، مهاجم فوتبال اهل کشور آلبانی می‌باشد.
او در زمستان ۱۳۹۰ در نقل و انتقالات نیم فصل به تیم سپاهان اصفهان پیوست و تا پایان فصل ۹۴-۱۳۹۳ عضو این باشگاه بود.
سوکای همچنین در تیم ملی زیر ۲۱ سال آلبانی و تیم ملی بزرگسالان آلبانی نیز حضور داشته‌است.

## افتخارات
باشگاهی
- لیگ برتر ایران
- قهرمانی در لیگ برتر فوتبال ایران ۹۱-۱۳۹۰ به همراه تیم سپاهان اصفهان
- قهرمانی در لیگ برتر فوتبال ایران ۹۴-۱۳۹۳ به همراه تیم سپاهان اصفهان
- جام حذفی ایران
- قهرمانی در جام حذفی فوتبال ایران ۹۲-۱۳۹۱ به همراه تیم سپاهان اصفهان
- او همچنین سابقهٔ قهرمانی در سوپر لیگ آلبانی و جام حذفی آلبانی را به همراه تیم‌های باشگاهی این کشور دارد.